# Schick (Familienname)
Schick ist ein deutscher Familienname.

## Herkunft und Bedeutung
Schick ist ein Übername zu mittelhochdeutsch schic („Schicklichheit“, „Manier“).

## Namensträger

### A
- Afra Schick († 1671), Kräuterfrau und Heilerin, Opfer der Hexenverfolgung
- Alexander Schick (* 1962), deutscher Publizist und Bibelspezialist
- Andreas Schick (* 1961), deutscher Brigadegeneral
- Anja Reichert-Schick (* 1973), deutsche Wirtschafts- und Sozialgeografin
- Anna Christine Schick (1753–1827), deutsche Schauspielerin, siehe Anna Christine Henke
- August Schick (* 1940), deutscher Psychologe, Autor und Hochschullehrer

### B
- Béla Schick (1877–1967), ungarischer Kinderarzt
- Berthold Schick (* 1966), deutscher Musiker, Komponist und Arrangeur

### C
- Claudia Schick (* 1965), deutsche Fernsehmoderatorin
- Claus Schick (Politiker, 1944) (* 1944), deutscher Politiker (SPD)
- Claus Schick (Politiker, 1968) (* 1968), deutscher Politiker (SPD)
- Clemens Schick (* 1972), deutscher Schauspieler
- Conrad Schick (1822–1901), deutscher Architekt, Archäologe und evangelischer Missionar
- Cornelia Petzold-Schick (* 1964), deutsche Politikerin

### D
- Daniela Schick (* 1975), deutsche Journalistin und Moderatorin

### E
- Eduard Schick (1906–2000), deutscher Geistlicher, Bischof von Fulda
- Elmar Schick (1922–2019), deutscher Historiker
- Emil Schick (1880–1965), deutscher Landrat
- Erich Schick (1897–1966), deutscher evangelischer Theologe, Dozent für Ethik, Dogmatik, Missionsgeschichte und Psychologie und Autor
- Ernst Schick (1756–1815), niederländisch-deutscher Violinist und Komponist

### F
- Franz Schick (Politiker) (1936–2022), deutscher Politiker (CSU)
- Franz Schick (Fußballspieler) (* 1960), deutscher Fußballspieler
- Friedrich Schick (1902–1976), deutscher Maler und Radierer
- Friedrich Wilhelm Schick, deutscher Architekt
- Fritz Schick (* 1963), deutscher Radiologe und Hochschullehrer

### G
- Georg Schick (1898–1977), deutscher Verwaltungsbeamter und Politiker (SPD)
- Gerhard Schick (Regisseur) (* 1970), deutscher Regisseur und Drehbuchautor
- Gerhard Schick (* 1972), deutscher Volkswirt und Politiker (Grüne)
- Gottlieb Schick (1776–1812), deutscher Maler
- Guido A. Schick (* 1970), deutscher Schauspieler

### H
- Hans Schick (SS-Mitglied) (1889–1967), deutscher Priester, Historiker und SS-Sturmbannführer
- Hans Schick (Chemiker) (1937–2016), deutscher Chemiker
- Hans-Peter Schick (* 1961), deutscher Politiker (CDU)
- Hartmut Schick (* 1960), deutscher Musikwissenschaftler
- Heinrich Schick (1858–1938), deutscher Augenarzt und Industrieller
- Hermann Schick (1874–?), deutscher Fabrikant und Unternehmensgründer

### I
- Ignaz Schick (* 1972), deutscher Musiker, Klangkünstler und Komponist

### J
- Jacob Schick (1877–1937), US-amerikanischer Erfinder und Unternehmer
- Johannes Schick (Politiker) (1854–1930), deutscher Politiker (Zentrum)
- Josef Schick (Anglist) (1859–1944), deutscher Anglist
- Josef Schick (Skirennläufer) (* 1965), deutscher Skirennläufer
- Jürgen Michael Schick (* 1970), deutscher Unternehmer und Verbandsfunktionär

### K
- Karl Schick (1925–2019), deutscher Unternehmer und Firmengründer
- Karl Friedrich Schick (1826–1875), deutscher Maler und Zeichner
- Klaus Peter Schick (1955–2022), deutscher Diplomat

### L
- Ludwig Schick (* 1949), deutscher Geistlicher, Erzbischof von Bamberg

### M
- Manon Schick (* 1974), deutsch-Schweizer Journalistin und Menschenrechtsaktivistin
- Manuela Schick, deutsche Reality-TV-Teilnehmerin und Moderatorin
- Margarete Luise Schick (1773–1810), deutsche Sängerin (Sopran)
- Marian Schick (* 1986), deutscher Basketballspieler
- Marion Schick (* 1958), deutsche Ökonomin, Hochschullehrerin und Politikerin (CDU)
- Markus Schick (* 1963), deutscher Ministerialbeamter
- Martin Schick (* 1978), Schweizer Schauspieler
- Maximilian Schick (1884–1968), deutscher Literaturwissenschaftler
- Michael Schick (* 1988), deutscher Fußballspieler

### P
- Patrik Schick (* 1996), tschechischer Fußballspieler
- Paul Schick (Bibliothekar) (1904–1975), österreichischer Bibliothekar und Jurist
- Paul Schick (Politiker) (1908–1945), deutscher Politiker (NSDAP), Bürgermeister von Hannover
- Paul Schick (Schriftsteller) (1928–2011), deutscher Pädagoge und Schriftsteller
- Peter Schick (1833–1921), deutscher Porträt- und Figurenmaler der Düsseldorfer Schule
- Peter Gratzer-Schick (* 1963), deutscher Maler und Grafiker
- Peter J. Schick (* 1941), österreichischer Rechtswissenschaftler und Hochschullehrer
- Philippine Schick (1893–1970), deutsche Komponistin

### R
- Rafael Schick (* 1957), deutscher Mediziner und Oberstarzt
- René Schick Gutiérrez (1909–1966), nicaraguanischer Politiker, Staatspräsident 1963 bis 1966
- Robert Schick (Politiker) (1812–1887), deutscher Jurist und Politiker, Mitglied der Frankfurter Nationalversammlung
- Robert Schick (Archäologe) (* 1957), US-amerikanischer Archäologe und Historiker
- Robert Schick (Jurist) (* 1959), österreichischer Jurist
- Robert Schick (Fußballspieler) (* 1993), deutscher Fußballspieler
- Robin Schick (* 1994), deutscher Schauspieler
- Rudolf Schick (Maler) (1840–1887), deutscher Maler
- Rudolf Schick (Verleger) (1882–nach 1951), deutscher Verleger und Buchhändler (1939 Emigration in die USA)
- Rudolf Schick (Heimatforscher) (1897–1970), deutscher Heimatforscher und Archivar
- Rudolf Schick (Agrarwissenschaftler) (1905–1969), deutscher Agrarwissenschaftler und Hochschullehrer
- Rudolf Schick (Architekt) (1920–2011), deutscher Architekt in Fulda, Diözesanbaumeister des Bistums Fulda
- Rupert Schick (1931–2015), deutscher Ministerialbeamter

### S
- Sibel Schick (* 1985), türkische Autorin, Journalistin und Podcasterin
- Siegfried Schick (Musiker), deutscher Pianist, Dirigent und Hochschullehrer

### T
- Theodor Schick (1879–?), deutscher Lehrer, Geologe und Paläontologe
- Thomas Schick (Maler) (um 1500), deutscher Maler
- Thomas Schick (* 1969), deutscher Mathematiker
- Thorsten Schick (Politiker) (* 1971), deutscher Politiker (CDU)
- Thorsten Schick (Fußballspieler) (* 1990), österreichischer Fußballspieler
- Tina Schick (* 1964), deutsche Fotografin, Künstlerin, Krimiautorin und Lehrerin
- Tobias Schick (* 1980), deutscher Politiker (SPD) und Sportfunktionär

### W
- Walter Schick (1909–1944), deutscher Jurist, Gestapobeamter und SS-Führer
- Walter Schick (Jurist, 1933) (1933–1997), deutscher Jurist und Hochschullehrer
- Wilhelm Schick (1902–1989), deutscher Kaufmann, Maler, Sammler und Schriftsteller
- Wolfgang Schick (Regisseur) (* vor 1940), deutscher Dialogbuchautor und Synchronregisseur
- Wolfgang Schick (Kameramann), deutscher Kameramann und Kameraoperateur